# Phrynosoma platyrhinos
Espèce
Synonymes
- Anota calidiarum Cope, 1896

Statut de conservation UICN

 LC  : Préoccupation mineure
Phrynosoma platyrhinos est une espèce de sauriens de la famille des Phrynosomatidae.

## Répartition
Cette espèce se rencontre :
- aux États-Unis dans l'ouest de l'Arizona, dans l'est de l'Utah, dans l'Est de l'Oregon, dans le sud de l'Idaho, dans le Nevada et dans le sud-ouest de la Californie ;
- au Mexique dans le nord-ouest du Sonora et en Basse-Californie.

## Description

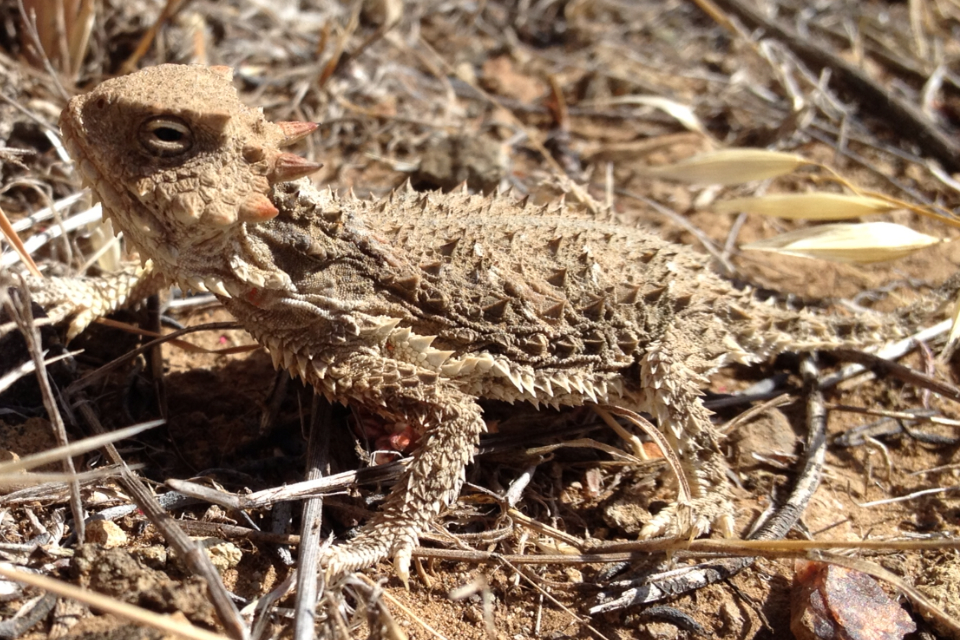

Ce lézard est terrestre et ovipare. Il vit dans des zones arides ou désertiques. Lorsqu'il se repose il s'enterre dans le sol,.

## Liste des sous-espèces
Selon The Reptile Database (19 février 2013) :
- Phrynosoma platyrhinos calidiarum (Cope, 1896)
- Phrynosoma platyrhinos platyrhinos Girard, 1852

## Taxinomie
Phrynosoma platyrhinos goodei a été élevé au rang d'espèce par Mulcahy, Spaulding, Mendelson & Brodie en 2006.

## Publications originales
- Baird & Girard, 1852 : Characteristics of some new reptiles in the museum of the Smithsonian Institution. Proceedings of the Academy of Natural Sciences of Philadelphia, vol. 6, p. 68-70 (texte intégral).
- Cope, 1896 : On two new species of lizards from Southern California. The American Naturalist, vol. 30, p. 833-836 (texte intégral).